# Raphael Kirchner

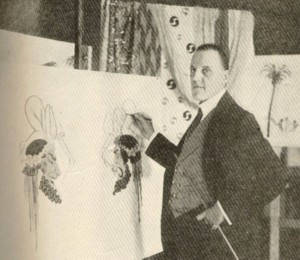
Raphael Kirchner

Raphael Kirchner (* 5. Mai 1875 in Wien; † 2. August 1917 New York) war ein österreichischer Maler und Illustrator. Viele seiner Arbeiten sind dem Jugendstil zuzurechnen.

## Leben
Kirchner studierte Porträtmalerei, Bildhauerei und Wandgestaltung an der Akademie der bildenden Künste Wien sowie in Paris und London. Im Jahr 1900 zog er nach Paris um und arbeitete dort als Illustrator, unter anderem für die Zeitschrift „La Vie parisienne“ und für Bücher. Zu Beginn des Ersten Weltkrieges im Jahr 1914 zog er in die Vereinigten Staaten um, wo er bis zu seinem Tod lebte. Sein Studio befand sich in der Nähe des Century Theatres in New York. Werke von ihm waren auf dem Pariser Salon ausgestellt und erregten so die Aufmerksamkeit des Wiener Künstlers Joseph Urban, der ihn Charles Bancroft Dillingham und Florenz Ziegfeld junior empfahl, um Dekorationen für das Century Theatre zu entwerfen. Kirchner fertigte eine Studie mit dem Titel „The Seven Deadly Sins“, die in der Lobby des Theaters angebracht wurden. Kurz vor seinem Tod war er mit der Anfertigung eines Porträts der Frau von Charles Dillingham beschäftigt. Er starb nach einer Blinddarmoperation im French Hospital in New York.
Er schuf viele häufig erotisch wirkende Frauendarstellungen in Form früher Pin-ups häufig in Form gedruckter Ansichtskarten. Seine Geisha-Serie gehörte mit über 40.000 verkauften Karten zu seinen beliebtesten Drucken. Die Serie kann als Beispiel für den gegenseitigen Einfluss zwischen dem Jugendstil im Westen und der japanischen Kunst der Meiji- und Taishō-Perioden interpretiert werden. Außerdem illustrierte er Bucheinbände. Sein Werk diente dem peruanischen Maler Alberto Vargas, der in den USA für die Film- und Zeitschriftenindustrie tätig war, als frühe Inspiration.

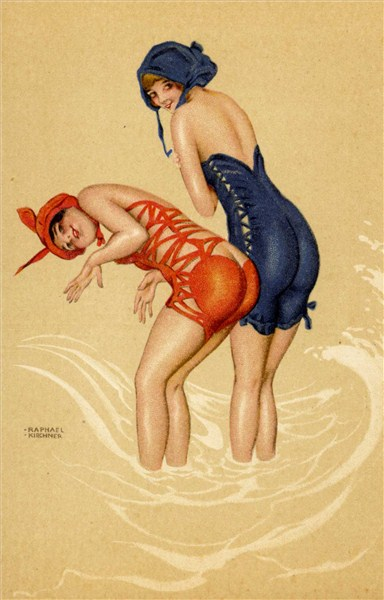
La Mer Fleurie
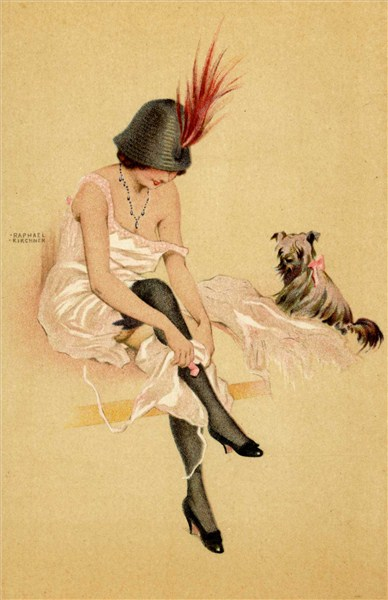
Riquette et son chien
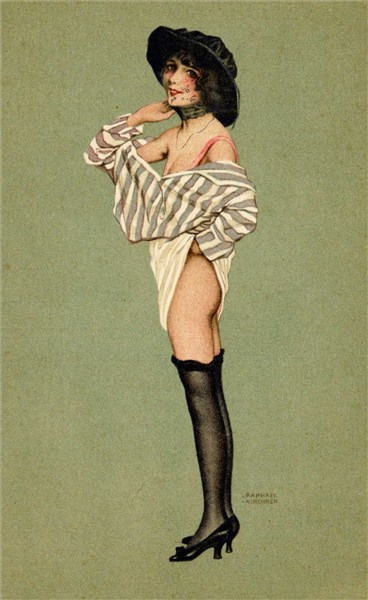
La premiere voilette
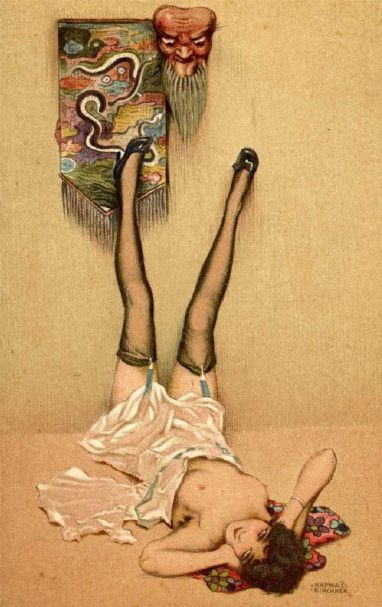
Le Masque impassible
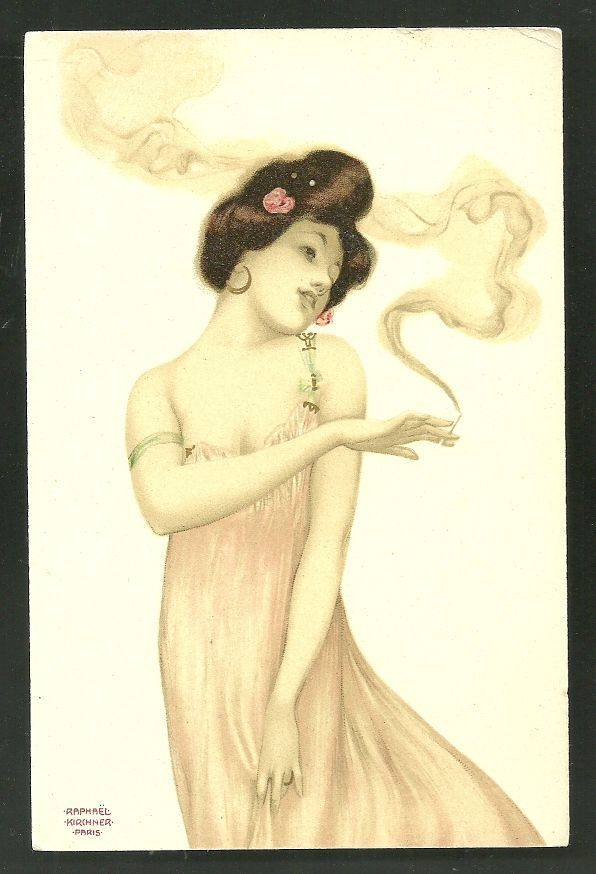
Frau mit Zigarette